# Белович, Александр Якубович
Александр Якубович Белович — казахстанский предприниматель, основатель и председатель совета директоров международной строительной компании Bazis-A. Почетный строитель Казахстана, вице-президент Федерации плавания Республики Казахстан, председатель Совета директоров Национальной ассоциации строительной отрасли Казахстана. Лауреат Государственной премии Республики Казахстан за 2008 год за архитектурный комплекс «Круглая площадь» в г. Астане.

## Образование
Родился 19 августа 1955 года в г. Фрунзе (Бишкек) Киргизской ССР.
В 1974 году окончил Алма-Атинский строительный техникум по специальности «Техник-строитель».
В 1984 году — Алма-Атинский архитектурно-строительный институт по специальности «инженер-строитель».
Также имеет научные звания:
- Почетный профессор Казахской головной архитектурно-строительной академии (КазГАСА)[8].
- Академик Международной академии информатизации (МАИН)[9].

## Карьера
После окончания Алма-Атинского строительного техникума в 1974 году Белович А. Я. был направлен на должность техника в «КазПромНИИпроект».
В 1974—1976 гг. отслужил в рядах Вооруженных сил Советской армии.
После службы в армии был переведен в АДК (Алма-Атинский домостроительный комбинат). В начале карьеры работал монтажником СЖБК 4-го разряда, затем мастером СМУ-2, прорабом СМУ-2, старшим прорабом СМУ-2, главным инженером СМУ-2, начальником СМУ-3 в АДК (1976—1991).
В начале 90-х годов, в период развала СССР, государство перестало заказывать у АДК строительство зданий и сооружений. В государственной казне не было средств даже на социальные заказы, и домостроительные комбинаты закрывались один за другим. Работы для строителей практически не было.
В 1991 году Александр Белович с единомышленниками попросил руководство АДК сократить их подразделение и вместе со своими коллегами создал малое предприятие «БАЗИС», в котором в 1993—1994 гг. занимал должность президента.
В 1994—1995 гг. Белович был назначен заместителем главы администрации Алматинской городской администрации Шалбая Кулмаханова.
В 1995 году вернулся к управлению собственной компанией.
С 2015 года А. Белович является председателем совета директоров ТОО «Холдинговая компания BAZIS».

## Проекты
Компания Александра Беловича «Bazis-A» ведет строительные проекты в Казахстане, Канаде, Узбекистане и России. Основная деятельность ведется на родине компании — в Алматы и Астане, где проводится строительство жилых комплексов, дорожных развязок и других административных и культурных зданий. Казахстанское подразделение также является крупнейшим налогоплательщиком среди девелоперов республики, имея выручку в размере 28 млрд тенге и входит в ТОП-10 крупнейших частных предприятий.
Так, в числе проектов компании в Казахстане были построены: здание Министерства финансов РК, крупнейший БЦ в Средней Азии «Нурлы-Тау», гостиницы Park Inn by Radisson Astana и Hilton Garden Inn Astana, спортивный комплекс Almaty Arena, Выставочный павильон Expo 2017, ТРЦ Globus и Promenade в Алматы, СЭЗ «Хоргос — Восточные ворота» и т.д. Также возведено более 68 жилых комплексов, а общая коммерческой недвижимости в Астане и Алматы составляет 77 000 кв.м. В 2021 году компания «Bazis Construction», контролирующаяся Беловичем, заключила государственных контрактов на сумму 184 638 105 584 тенге (около $428 632 000). Компания возводит станции метро в Алматы, дорожно-транспортные развязки в Шымкенте и Кызылорде, объекты для отдела строительства акимата города Туркестана, ГУ «Казселезащита» МЧС РК и т. д.
В Канаде строительство ведется компанией Bazis International Inc которая в 2011 году вошла в совместное предприятие с крупным канадским девелопером Aecon Infrastructure в городе Торонто. В числе проектов — небоскребы 1 Yorkville, Crystal Blu, E Condos: Yonge and Eglinton, Emerald Park, Exhibit Residences, 8 Wellesley.
В России через компанию «Базис-СПб» в 2017 году была приобретена часть территории завода «Климов» в Петербурге для строительства жилого комплекса. Один жилой комплекс был сдан (Lumiere), еще на этапе строительства (Белый Остров, NEVA-NEVA).
Компания также сдала два жилых комплекса в Новосибирске, после чего подразделение было ликвидировано путем банкротства.
В ноябре 2021 года стало известно о начале работ «Bazis-A» на космодроме «Байконур» по созданию наземной инфраструктуры путем модернизации КРК «Зенит-М».

## Прочее
В 2013 году Белович вошел в рейтинг рантье Казахстана с предполагаемой выручкой в 5,9 млрд тенге.
В 2016 году избран председателем Комитета строительства и ЖКХ НПП «Атамекен».
В 2017 году появилась информация, что Александр Белович собирается инвестировать в строительство отеля в Грузии, однако на данный момент никакой информации о проекте нет.
В 2017 году стал лауреатом премии «Астана — ардағым» за вклад в становление столицы Республики Казахстан в области строительства.
В 2018 году по поручению Нурсултана Абишевича Назарбаева, первого президента Республики Казахстан, было начато строительство Казахского драматического театра в Туркестане в качестве «подарка» силами компании Беловича А. Я..
По поручению Назарбаева Белович А. Я. выделил 2 млн долларов США в фонд борьбы с эпидемией COVID-19 с другими представителями казахстанского бизнеса.
Согласно оценке журнала Forbes на май 2019 года владел активами на сумму 480 млн долларов США.
Согласно оценке журнала Forbes на октябрь 2020 года семья Александра Беловича владеет активами на сумму 690 млн долларов США, что ставит его на 7 строчку в рейтинге самых влиятельных предпринимателей Казахстана.
По оценке на октябрь 2021 года Александр Белович занимает 9 строку в списке крупнейших бизнесменов Казахстана.

По данным Forbes занимает 12 строку в списке 50 богатейших бизнесменов Казахстана за 2022 год. 
Александр Белович награжден орденами «Курмет» и «Барыс» ІІІ степени.